# Avşa

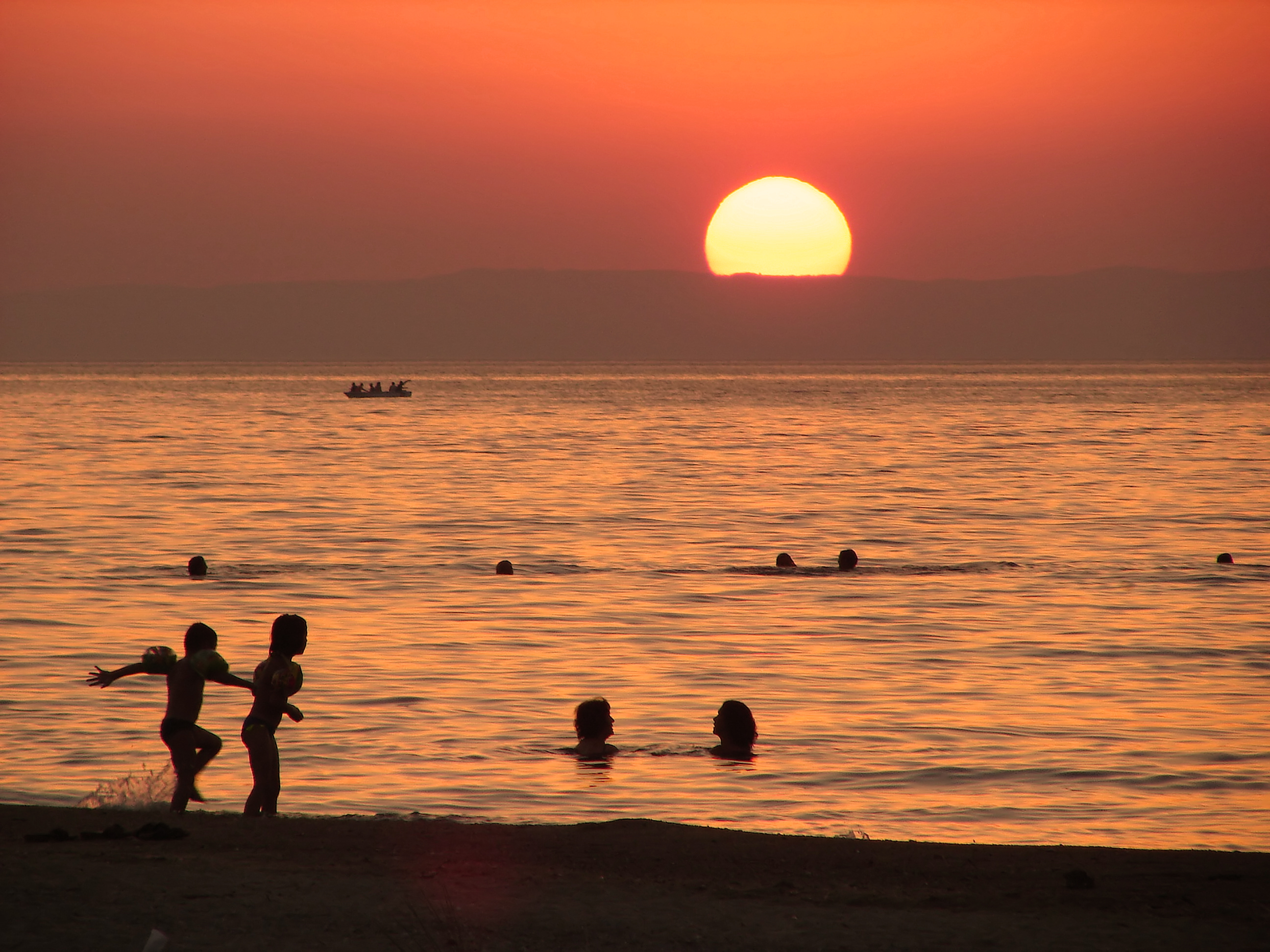
Atardecer en Avşa

Isla Avşa (en turco: Avşa Adası), también llamada Türkeli, es una isla turca en el sur del mar de Mármara. En la Antigüedad y la Edad Media era conocida como Aphousia (en griego: Αφουσία) o Ophiousa (Οφιούσα), y fue utilizada como lugar de exilio durante el período bizantino.
La isla pertenece al distrito de Marmara de la provincia de Balikesir, en el noroeste de Turquía. Es un popular destino turístico nacional, que atrae a turistas, especialmente de Estambul. La población local es de alrededor de 2000 hab., según el último censo, pero especialmente en la temporada de verano se eleva hasta entre 40 000−50 000 residentes.